# Hiba (växt)
Hiba (Thujopsis dolabrata) är en cypressväxtart som först beskrevs av Carl Peter Thunberg och Carl von Linné d.y., och fick sitt nu gällande namn av Philipp Franz von Siebold och Joseph Gerhard Zuccarini. Hiba är ensam i släktet hibor som ingår i familjen cypressväxter. Arten förekommer tillfälligt i Sverige, men reproducerar sig inte.
Arten förekommer i kulliga områden och i bergstrakter i Japan mellan 400 och 2100 meter över havet. Den hittas på öarna Hokkaido, Honshu, Kyushu och Shikoku. Klimatet i regionen är kyligt och fuktigt.
Hiba bildar oftast barrskogar tillsammans med Tsuga diversifolia. Den kan även ingå i skogar med andra barrträd som japansk ädelcypress, ärtcypress, kryptomeria, Thuja standishii, solfjädertall, nikkogran, Abies mariesii och Pinus parviflora. Även lövträd som kamtjatkabjörk, Fagus crenata, Quercus mongolica, Pterocarya rhoifolia, japansk hästkastanj, Ilex rugosa och katsura (Cercidiphyllum japonicum) kan hittas i samma skogar. Hiba är mest ett av de mindre träden i skogarna som står i andra träds skugga.
Artens trä används för olika konstruktioner som byggnader, broar och möbler. Det brukas även för träskulpturer. Hiba används som prydnadsväxt i trädgårdar i Japan och i andra delar av den tempererade zonen. För beståndet är inga hot kända. IUCN kategoriserar arten globalt som livskraftig.

## Underarter
Arten delas in i följande underarter:
- T. d. dolabrata
- T. d. hondae, på norra Honshu och Hokkaido[1]

## Bildgalleri

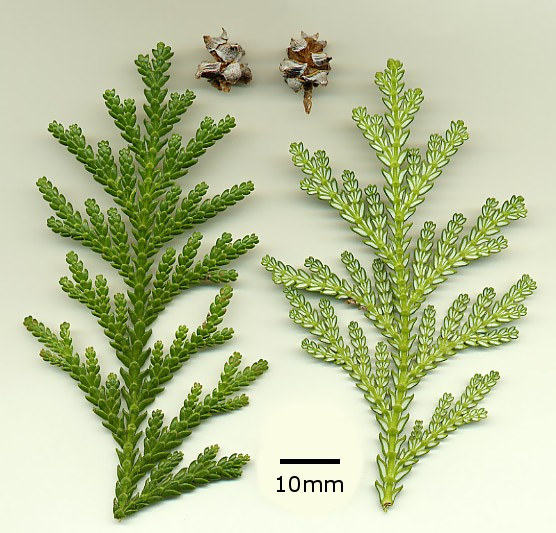
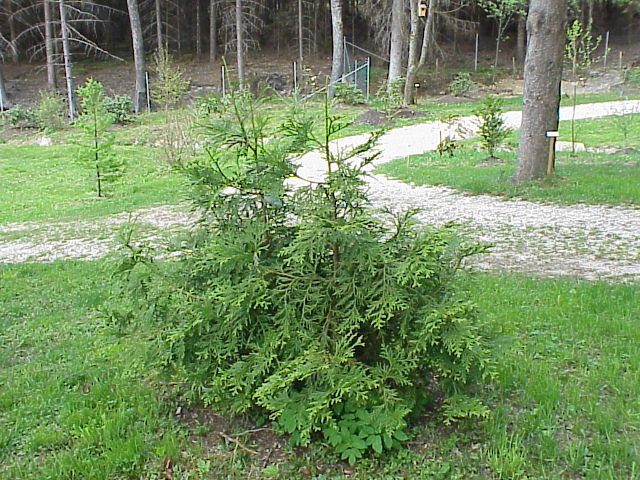
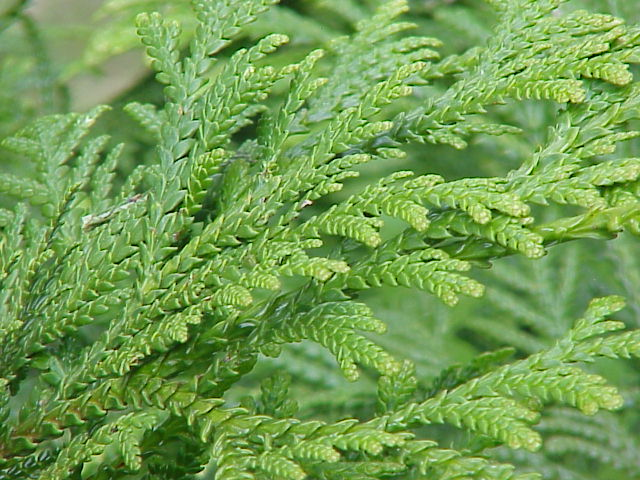
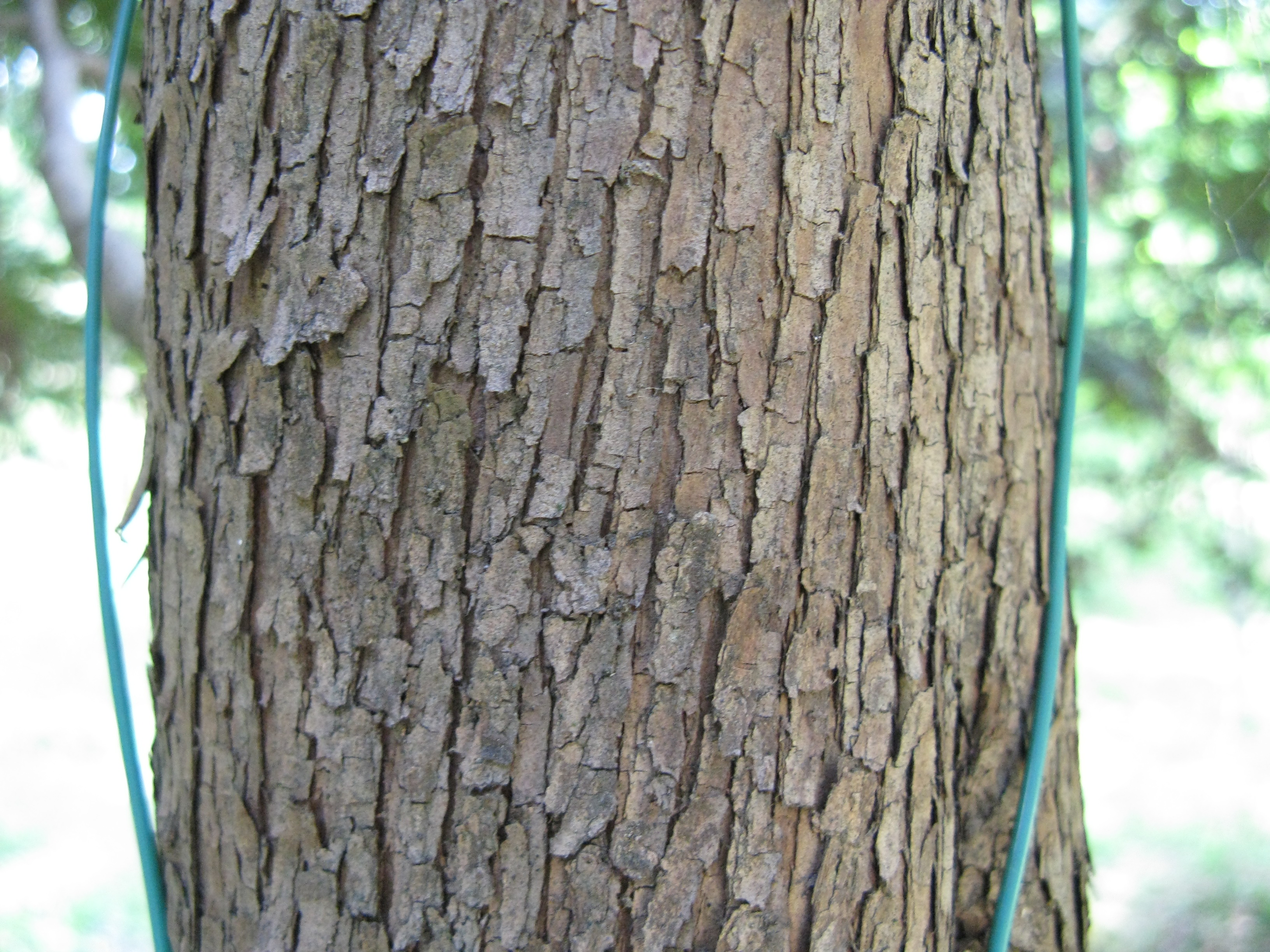
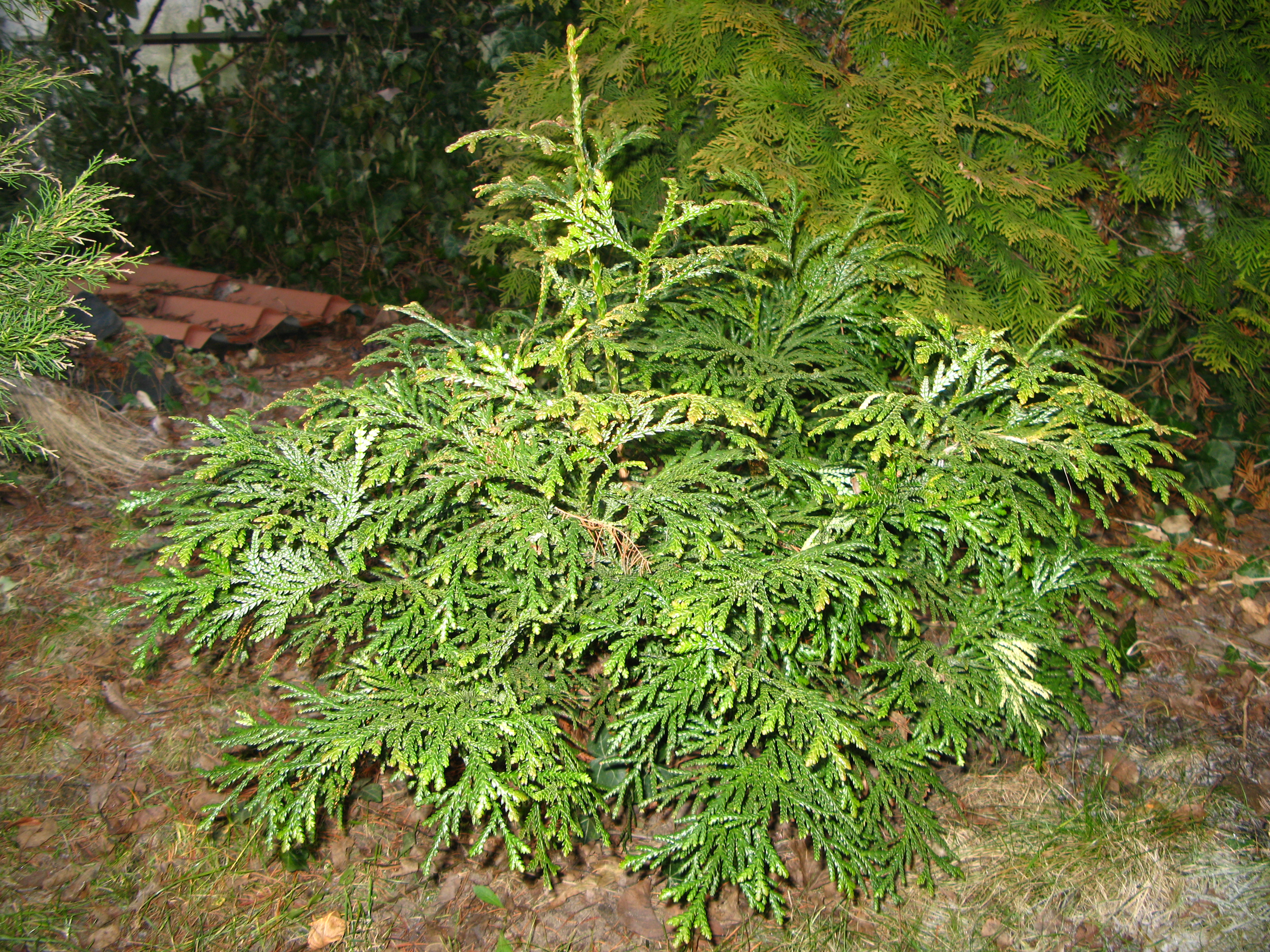
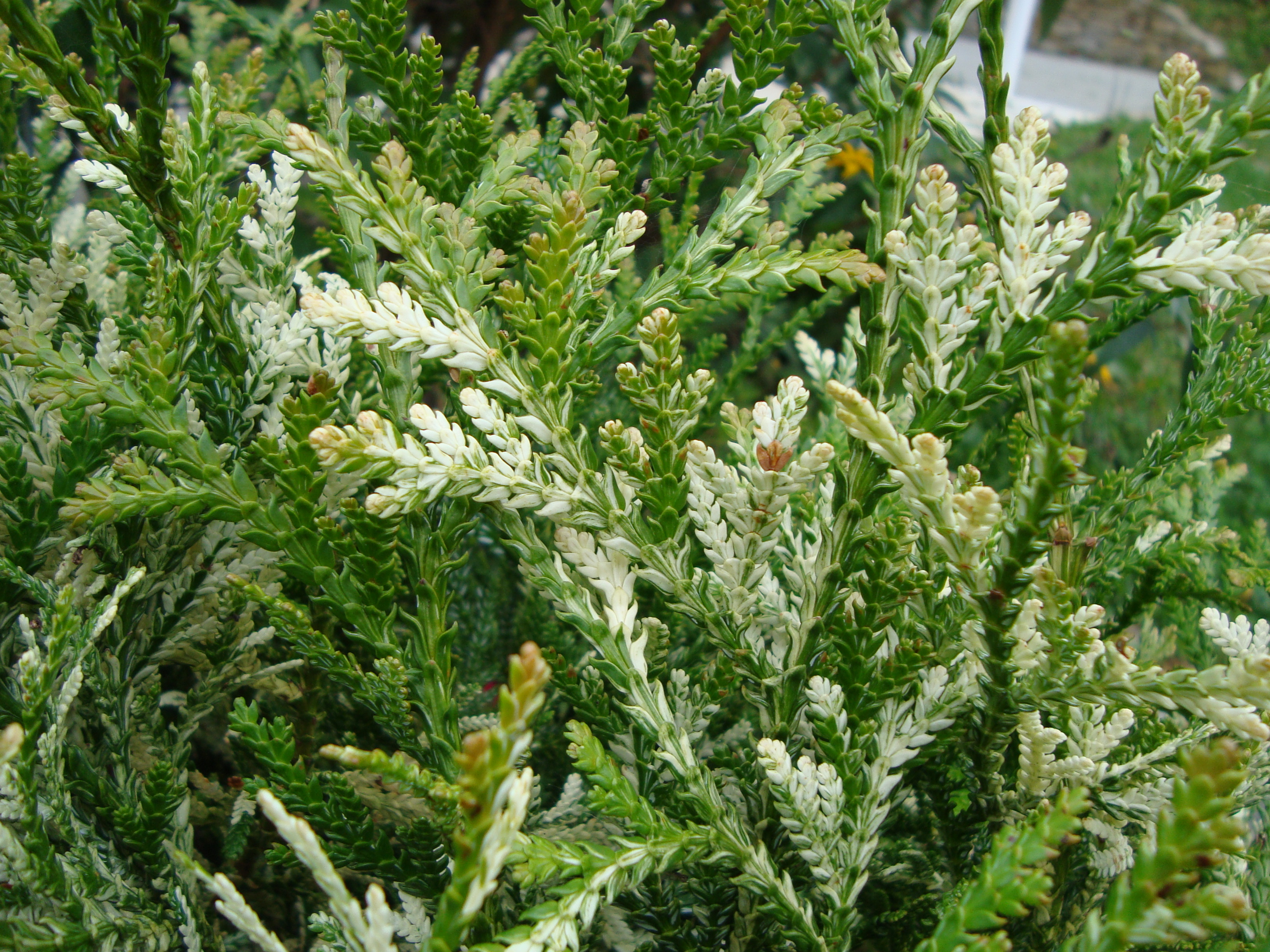